# Gongylosciadium
- Commons
- Wikispecies

Gongylosciadium é um género botânico pertencente à família Apiaceae.